# كينغستون وسوربيتون (دائرة انتخابية في المملكة المتحدة)
كينغستون وسوربيتون  (بالإنجليزية: Kingston and Surbiton)‏ هي إحدى الدوائر الانتخابية في المملكة المتحدة الممثلة في مجلس العموم في برلمان المملكة المتحدة.
عضو البرلمان الذي يمثلها حالياً هو :Mr Edward Davey (LD).